# Roeselia pseudermana
Roeselia pseudermana är en fjärilsart som beskrevs av Dyar 1918. Roeselia pseudermana ingår i släktet Roeselia och familjen trågspinnare. Inga underarter finns listade.